# The Shorts
The Shorts – popowa grupa muzyczna z Holandii. Rozpoznawalność przyniosła muzykom piosenka Comment ça va nagrana w 1983. Rok później zespół wystąpił na Sopot Festival.
Grupa The Shorts powstała w 1976 roku. Stali się zespołem jednego przeboju: wykonywanego po angielsku i francusku Comment ça va (pol. Jak idzie). W momencie powstawania utworu skład grupy był następujący:
- Hans van Vondelen – gitara, wokal
- Hans Stokkermans – gitara basowa
- Erik de Wildt – klawisze
- Peter Weezenbeek – perkusja.

Uważani są za następców Bay City Rollers i The Teens – pisał w 1983 roku Świat Młodych – czasopismo nastolatków.
W 1984 wystąpili w Polsce. Nagrali jeden album i kilka singli. Grupa rozpadła się w 1986 roku.